# 3260 Vizbor
3260 Vizbor este un asteroid din centura principală, descoperit pe 20 septembrie 1974 de Liudmila Juravliova.